# Robert Söderblom
Hans Robert Söderblom, född 7 februari 1927 i Adolf Fredriks församling i Stockholm (nedkomst i Köpenhamn), död 29 mars 2010 i Danderyds församling i Stockholms län, var en svensk jurist och ämbetsman.
Robert Söderblom var son till journalisten Helge Söderblom och Elise Jernberg (omgift Sundquist) samt sonson till ärkebiskop Nathan Söderblom. Hans föräldrar var bara gifta en kort period och hans far dog när han var fem år. Efter studentexamen i Uppsala 1945, juris kandidat-examen 1950 och studier i Schweiz 1950–1951 parallellt med tjänstgöring vid FN:s Europakontor i Genève samma period gjorde han sin tingstjänstgöring 1952–1954. Han blev hovrättsfiskal 1955, assessor vid Svea hovrätt 1962 och revisionssekreterare 1962. Åren 1964 till 1969 var han sakkunnig och hade utredningsuppdrag åt inrikes-, jordbruks- och finansdepartementen. Han blev ordförande för hyresnämnden 1968, hovrättsråd vid Svea hovrätt 1974, tjänstgjorde vid riksdagens konstitutionsutskott från 1971 och var kanslichef där 1983–1992.
Söderblom var auditör vid A1 med flera från 1970, vid svenska FN-bataljonen i Cypern 1970, i Mellersta Östern 1979 och vid KA 1 med flera från 1983. Han hade olika utredningsuppdrag för riksdagen, var expert i läromedelsnämnden från 1971, hade olika kommunala uppdrag i Danderyd från 1979 och var lärare i statsrätt vid Uppsala universitet 1974–1981.
Åren 1949–1980 var han gift med universitetslektorn och läromedelsförfattaren Inga Söderblom, ogift Lindgren (1926–2006), dotter till direktören Nils Lindgren och Karin. År 1986 gifte han sig med justitieombudsmannen Gunnel Norell Söderblom (1930–2009). Han var far till bland andra juristen Omi Söderblom (född 1950).